# Oueddei Kichidemi
 (mars 2015).
Si vous disposez d'ouvrages ou d'articles de référence ou si vous connaissez des sites web de qualité traitant du thème abordé ici, merci de compléter l'article en donnant les références utiles à sa vérifiabilité et en les liant à la section « Notes et références ».
Oueddei Kichidemi, né à vers 1900 et mort en 1977, est un derdé, un chef tribal toubou du massif du Tibesti, au Tchad, et le père de Goukouni Oueddei, né en 1944 et président de 1979 à 1982
Pendant l'administration coloniale française, les pouvoirs traditionnels de Oueddei Kichidemi sont respectés mais ils lui sont retirés en 1965, peu après l'indépendance du Tchad. Il part en exil à Koufra en Libye l'année suivante, un siège à l'Assemblée nationale tchadienne lui est refusé par François Tombalbaye au profit de son rival Sougoumi Chahaï, et la nomination de Goukouni au tribunal de Bardaï est rejetée. Ces éléments sont considérés comme les déclencheurs de la Première Guerre civile tchadienne au Nord. Quatre de ses cinq fils périssent au cours de la rébellion. Installé à El Beïda, il devient, avec le soutien d'étudiant à l'université islamique, un symbole national de l'opposition au gouvernement. Il retourne au pays en 1975, après l'assassinat de Tombalbaye.